# Bernard Ollivier
Pour les articles homonymes, voir Ollivier.
Bernard Ollivier est un journaliste et écrivain français né en 1938 dans la Manche, connu notamment pour ses récits de voyage, et fondateur d'une association de réinsertion des jeunes par la marche.

## Parcours
Il mène une carrière de journaliste politique, sportif et économique. À la suite du décès de sa femme dont il peine à se remettre, il décide quelques jours après la retraiteà la fois de se consacrer à l'écriture et de marcher jusqu'à Saint-Jacques-de-Compostelle, puis entreprend une longue marche de 12 000 kilomètres d'Istanbul à Xi'an sur la route de la soie,. Comme écrivain, il publie des nouvelles dont un recueil sur les sans domicile fixe, des romans policiers, mais aussi des récits de ses voyages. Le succès de ses ouvrages lui permet de fonder plus tard l'association Seuil pour la réinsertion par la marche des jeunes en difficulté,.

## Principales publications
- Longue marche : à pied de la Méditerranée jusqu'en Chine par la route de la soie, Phébus, en 4 volumes: tome I, Traverser l'Anatolie (2000) ; tome II, Vers Samarcande (2001) ; tome III, Le vent des steppes (2003) ; tome IV, Suite et Fin (2016)[8] (Prix Joseph-Kessel 2001) ;
- Nouvelles d’en bas, 2001, Fiction sur les SDF dans le métro[5] ;
- Carnets d’une longue marche, 2005, aquarelles de François Dermaut, et textes de Bernard Ollivier, sur la route de la soie ;
- L’allumette et la bombe, 2007, essai sur les banlieues après les émeutes de 2005 et description des méthodes de son association ;
- La vie commence à 60 ans, 2008 ;
- Aventures en Loire, Phébus, 2009, sur un voyage de 1 000 km à pied et en canoë sur la Loire depuis sa source au mont Gerbier-de-Jonc jusqu'à 'son embouchure à Nantes[7] ;
- Histoire de Rosa qui tint le monde dans sa main, 2013.
- Sur le chemin des ducs : la Normandie à pied, de Rouen au Mont-Saint-Michel, 2013.
- Marche et invente ta vie : adolescents en difficulté, ils se reconstruisent par une marche au long cours, Arthaud, 2015.
- L'Essence de la Vie: ils quittent la ville pour vivre de la terre, Arthaud, 2019.